# Bigàmia

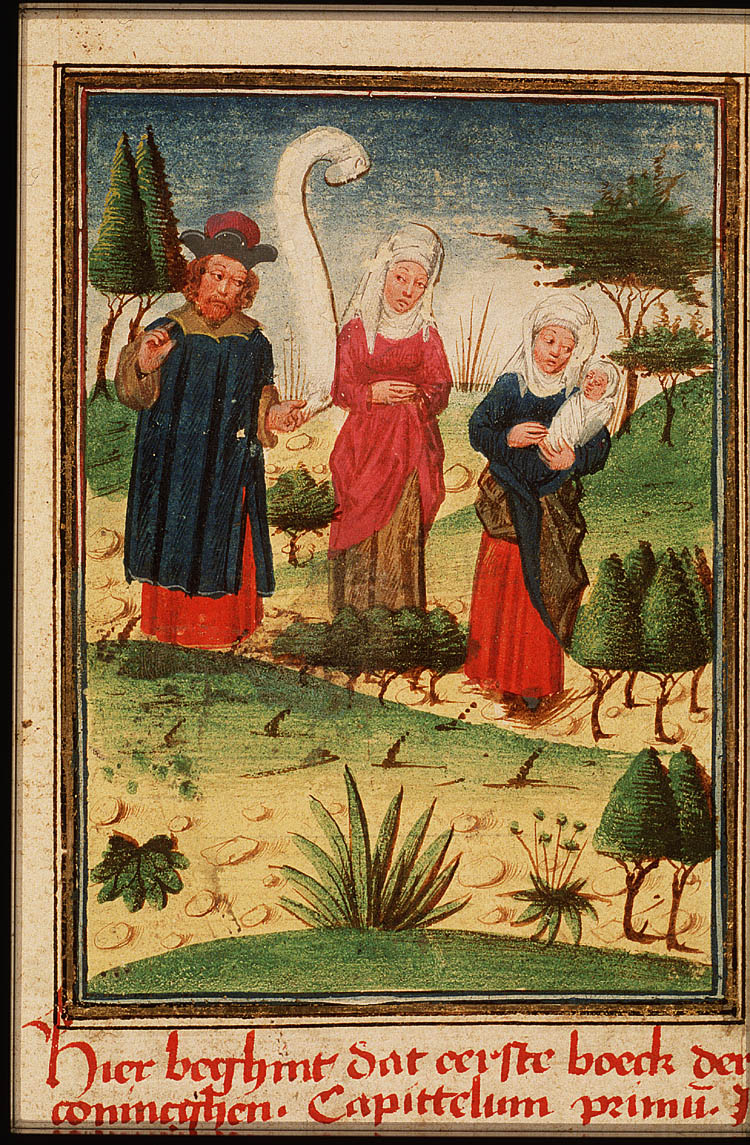
Elcanà i les seves dues dones

En cultures on la monogàmia és obligatòria, la bigàmia és l'acte de contraure matrimoni amb una persona mentre encara està legalment casat amb una altra. Una separació legal o de fet de la parella no altera el seu estat civil com a persones casades. En el cas d'una persona en procés de divorci del seu cònjuge, es considera que aquesta persona està legalment casada fins que el divorci esdevingui definitiu o absolut segons la llei de la jurisdicció corresponent. Les lleis de la bigàmia no s'apliquen a les parelles que tinguin una relació de fet o de convivència o que entrin en aquestes relacions quan hom està legalment casat. Si el matrimoni anterior és nul per qualsevol motiu, la parella no està casada i, per tant, cada part és lliure de casar-se amb una altra sense caure en les lleis de la bigàmia.
La bigàmia és un delicte a la majoria de països que només reconeixen els matrimonis monògams. Quan es produeix en aquest context, sovint ni el primer ni el segon cònjuge en són conscients. Als països que tenen lleis de bigàmia, amb algunes excepcions (com Egipte i l'Iran), el consentiment d'un cònjuge anterior no fa cap diferència en la legalitat del segon matrimoni, que normalment es considera nul.

## Història de les lleis anti-bigàmia
Fins i tot abans que el cristianisme esdevingués la religió oficial de l'Imperi Romà, Dioclecià i Maximià van aprovar estrictes lleis contra la poligàmia el 285 dC que obligava la monogàmia com a única forma de relació matrimonial legal, com havia estat tradicionalment el cas de la Grècia i Roma clàssiques. El 393, l'emperador romà Teodosi I va emetre un edicte imperial per estendre la prohibició de la poligàmia a les comunitats jueves. El 1000, el rabí Rabeinu Guerxom va dictaminar la poligàmia inadmissible a les comunitats jueves asquenazites que vivien en un entorn cristià.

## Dret canònic
En el cànon 4, distinció 26, del Decret de Gracià es diu:
| «                         | […] En el matrimoni és llei no reiterar-lo ni procurar unir-se a segona consort [...] | » |
| — Arrazola (1853, p. 574) |                                                                                       |   |

El cànon 5, distinció 34, del mateix decret diu:
| «                         | Al cristià no li és lícit tenir no ja moltes dones, però ni tan sols dues, sinó solament una com a esposa, o en lloc d'aquesta si manca la consort una concubina. | » |
| — Arrazola (1853, p. 574) | |   |

En el capítol 2, títol 21, llibre 4 de les Decretals es recull una del papa Luci III de 1181:
| «                         | Que ningú d'aquí en davant s'atreveixi a passar a segones núpcies mentre no li consti que la seva dona hagi mort. Si algun o alguna no ha complert fins ara amb aquesta prescripció i creu que encara ha de dubtar de la mort de la seva primera dona no negui el dèbit a què o la que amb ella o amb ell es va casar si li demana; però entengui que de cap manera ha de exigir-ho. Si després d'això constés que viu el seu cònjuge, tot abandonant les unions adúlteres ha de tornar a unir-se al seu primer consort. | » |
| — Arrazola (1853, p. 574) | |   |

En el capítol 19, títol 1, llibre 4 de las Decretals es recull una altra del papa Climent III de 1188:
| «                         | Se'ns va consultar què s'hauria de fer respecte de les dones que haguessin esperat més de set anys als seus marits absents per causa de peregrinació o captivitat, i no poden certificar de la vida o mort dels mateixos encara que hagin practicat actives diligències per a això, i a causa de la seva edat juvenil o de la fragilitat de la carn no poden contenir-se i demanen unir-se a altres en matrimoni. -Responem que qualsevol que sigui el nombre d'anys que pertanyin a tal estat, mentre visquin els seus marits no poden passar canònicament a nou consorci i no ha de permetre contreure amb autoritat de l'Església fins que no rebin notícia certa de la mort dels seus marits. | » |
| — Arrazola (1853, p. 574) | |   |

En el Concili de Trento (segle xvi) se va acordar respecte del matrimoni:
| «                         | Si algun digués que és lícit als cristians tenir a un mateix temps moltes dones i que això no està prohibit per cap llei divina, sigui excomunicat. | » |
| — Arrazola (1853, p. 574) | |   |

## Situació legal

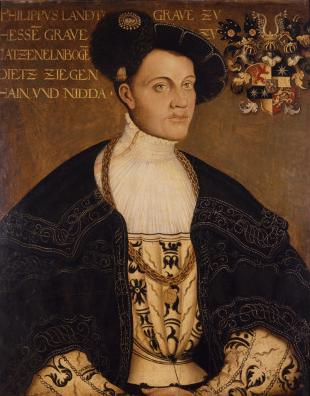
Felip I de Hessen, va ser exposat com a bigamista el 1540 per la seva germana, Elisabeth

La majoria dels països occidentals no reconeixen els matrimonis polígams i consideren la bigàmia un delicte. Diversos països també prohibeixen a les persones viure un estil de vida polígam. És el cas d'alguns estats dels Estats Units on la criminalització d'un estil de vida polígam es va originar com a lleis antimormones, tot i que poques vegades s'apliquen.
En dret diplomàtic, els cònjuges consulars de països polígams de vegades estan exempts de la prohibició general de poligàmia als països d'acollida. En alguns països, tanmateix, només es pot acreditar un cònjuge d'un diplomàtic polígam.

### Per països
- Austràlia: il·legal. Fins a 5 anys de presó.[5]
- Bèlgica: il·legal. 5-10 anys de presó.[6]
- Brasil: il·legal. 2–6 anys de presó.[7]
- Canadà: il·legal.[8][9]
- Xina: il·legal. Fins a 2 anys de presó i fins a 3 anys per bigàmia amb soldats (però tolerada per a algunes minories, com els tibetans, en algunes zones rurals del sud-oest).[cal citació]
- Colòmbia Ilegal amb excepcions (com ara la religió). Tot i que la bigàmia ja no existeix com a figura única del codi judicial colombià que es casa amb algú nou sense dissoldre un matrimoni anterior, pot produir-se altres delictes com ara falsificació d'estat civil o supressió d'informació.[10]
- Egipte: legal per als homes si la primera dona ho consent.
- Eritrea: il·legal. Fins a 5 anys de presó.
- Alemanya: il·legal. Penable.
- Ghana: il·legal. Fins a 6 mesos de presó.
- Hong Kong: il·legal. Fins a 7 anys de presó.[11]
- Islàndia: il·legal.[12]
- Índia: legal només per a homes musulmans, però molt poques vegades es practica. Fins a deu anys de presó per a altres persones excepte a l'estat de Goa per als hindús a causa del seu propi codi civil.
- Indonèsia: depenent de la tribu específica en qüestió, la bigàmia pot ser legal o il·legal.
- República d'Irlanda: delicte segons l'article 57 de la Llei de delictes contra la persona de 1861, fins a set anys de presó.[13] El director de la fiscalia té discreció i poques vegades processa.[14] El dret canònic catòlic permet un segon matrimoni si el primer era en una oficina registral del Regne Unit o l'anul·lava l'església ; l'estat considerava que aquests matrimonis eren bigàmics sense anul·lació civil (més restringida que una anul·lació de l'església) ni divorci (il·legal des de 1937 fins a 1996) i dos casos dels anys seixanta van conduir a la suspensió de sentències.[15] La llei de 1861 va substituir una llei de 1829 que, al seu torn, va substituir les de 1725 i 1635.[16]
- Iran: legal per als homes amb el consentiment de la primera esposa. Poques vegades es practica.
- Israel: il·legal per als membres de cada comunitat confessional. Fins a 5 anys de presó.[17]
- Itàlia: il·legal. Fins a 5 anys de presó.[18]
- Líbia: legal per a homes amb condicions.
- Malàisia: il·legal per als no musulmans sota jurisdicció federal. Segons l'article 494 del capítol XX del Codi penal, els delinqüents no musulmans que es considerin culpables de bigàmia o poligàmia poden ser castigats fins a set anys de presó. La bigàmia o poligàmia és legal només per als homes musulmans amb restriccions sota jurisdicció estatal, que rarament es practiquen.[19]
- Malta: il·legal.[20]
- Marroc: permès per als musulmans, s'apliquen restriccions.
- Països Baixos: il·legal. Fins a 6 anys de presó. Si el nou soci és conscient de la bigàmia, pot ser empresonat un màxim de 4 anys.
- Nova Zelanda: il·legal.[21] Fins a 7 anys de presó o fins a 2 anys de presó si el jutge està satisfet que el segon cònjuge sabia que el seu matrimoni seria nul.
- Pakistan: la poligàmia al Pakistan està permesa als homes amb algunes restriccions.
- Filipines: legal per als homes musulmans. Altres s'enfronten a 6-12 anys de presó i dissolució legal del matrimoni.
- Romania: il·legal.[22][23][24][25]
- Aràbia Saudita: la bigàmia o poligàmia és legal per als homes.
- Somàlia: la poligàmia és legal per als homes als tribunals matrimonials; antiga tradició.
- Sud-àfrica: legal per als homes segons la Llei de reconeixement de matrimonis costumistes de 1998 per als matrimonis costumistes. Segons els matrimonis de dret civil (regulats per la Llei del matrimoni), qualsevol matrimoni a més d'un ja existent no és vàlid (però no criminalitzat).
- Sudan: la bigàmia o la poligàmia és legal per als homes.
- Taiwan: il·legal. Fins a 5 anys de presó.
- Tailàndia: abans de l'1 d'octubre de 1935, la poligàmia a Tailàndia es podia practicar i reconèixer lliurement segons la legislació civil. Des de la seva abolició, encara es practica i és àmpliament acceptat a Tailàndia, tot i que ja no es reconeix, ja que la llei estableix que "Un home o una dona no poden casar-se mentre un d'ells té un cònjuge".
- Tunísia: il·legal. Fins a 5 anys de presó.
- Turquia: il·legal. Fins a 5 anys de presó.
- Regne Unit: il·legal, tot i que els matrimonis realitzats a l'estranger es poden reconèixer per a alguns propòsits legals (vegeu Poligàmia al Regne Unit).

En l'acusació, fins a 7 anys de presó o en condemna sumària fins a 6 mesos de presó, o bé amb una multa d'una suma prescrita, o ambdues.
- Estats Units: il·legal a tots els estats. Fins a 5 anys de presó. (Però vegeu Poligàmia a Amèrica del Nord)
- Uzbekistan: il·legal.